# Wołodymyr Sołowij
Wołodymyr Pawło Sołowij, ukr. Володимир Павло Соловій, pol. Włodzimierz Paweł Sołowij (ur. 26 lutego 1892 we Lwowie, zm. 15 listopada 1958 w Montrealu) – ukraiński działacz społeczny, polityk.

## Życiorys
Urodził się 26 lutego 1892. Po wybuchu II wojny światowej został powołany do służby w C. K. Armii i w rezerwie kawalerii został mianowany chorążym dniem 4 sierpnia 1914, a potem awansowany na porucznika z dniem 1 lipca 1915. Do 1918 był przydzielony do 13 pułku ułanów (porucznikiem rezerwy tej jednostki był wtedy także Adam Sołowij).
Po zakończeniu wojny i odzyskaniu przez Polskę niepodległości został przyjęty do Wojska Polskiego i awansowany na stopień porucznika rezerwy kawalerii ze starszeństwem z dniem 1 czerwca 1919. W 1934 pozostawał w grupie oficerów pospolitego ruszenia kawalerii jako oficer przewidziany do użycia w czasie wojny i pozostawał wówczas w ewidencji Powiatowej Komendy Uzupełnień Lwów Miasto.
W latach 30. zamieszkiwał w Średniej Wsi i zajmował się rolnictwem. Udzielał się w pracy samorządowej. Był członkiem Rady i Zarządu Powiatowego w Lesku. W wyborach parlamentarnych w 1930 bezskutecznie startował do Sejmu III kadencji (1930-1935) z okręgu sanockiego. W wyborach parlamentarnych w 1935 bez powodzenia kandydował do Sejmu IV kadencji (1935-1938) w okręgu wyborczym nr 77 Sanok
Na początku II wojny światowej wyjechał do Paryża, następnie w 1942 do Londynu. Tam był oficjalnym przedstawicielem rządu URL wobec aliantów. Polskie władze emigracyjne rozważały jego kandydaturę na członka Rady Narodowej Rzeczypospolitej Polskiej. Podczas wojny był uczestnikiem negocjacji polsko-ukraińskich w czasie (zob. próby porozumienia polsko-ukraińskiego podczas II wojny światowej).
W 1952 wyemigrował do Kanady.